# Trojans de Little Rock

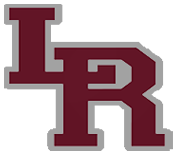
Logo

Les Trojans de Little Rock (en anglais : Little Rock Trojans) sont un club omnisports universitaire de l'Université de l'Arkansas à Little Rock à Little Rock (Arkansas). Les équipes des Trojans participent aux compétitions universitaires organisées par la National Collegiate Athletic Association et évolue dans l'Ohio Valley Conference.